# Nuutti Lintamo
Nuutti Lintamo (né Nuutti Lindgren le 22 décembre 1909 à Vaasa en Finlande et mort le 25 juin 1973 dans la même ville) est un joueur de football international finlandais, qui jouait en tant qu'attaquant, avant de devenir entraîneur.
Il est connu pour avoir terminé meilleur buteur du championnat de Finlande lors de la saison 1930 avec 9 buts (à égalité avec le joueur Olof Strömsten) et 1935 avec 13 buts (à égalité avec le joueur Aatos Lehtonen).